# Chronos Verlag Martin Mörike
Chronos Verlag Martin Mörike ist ein Imprint des Hamburger Verlags für Kindertheater, der zur Verlagsgruppe Friedrich Oetinger gehört. Der Chronos Verlag Martin Mörike hält die Aufführungsrechte an allen Theaterstücken von Erich Kästner.

## Verlagsgeschichte
Der Chronos Verlag wurde 1921 in Ludwigsburg gegründet. Zunächst als Bühnenvertrieb der Deutschen Verlagsanstalt gegründet, siedelte der Chronos Verlag unter Leitung von Martin Mörike nach Stuttgart um und eröffnete eine Filiale in Berlin. Zu dieser Zeit ging der Verlag an Mörike über und wurde zum Theaterverlag. Die ersten Werke von Erich Kästner erschienen in diesem Verlag als Bearbeitungen für das Theater. Nach dem Tod Martin Mörikes 1946 führte seine Frau Sofie Mörike den Verlag weiter. Der Verlag avancierte zu Kästners Hausverlag. Erstes Werk war das 1929 veröffentlichte Hörspiel „Leben in dieser Zeit“. Weitere Autoren waren unter anderem Kurt Heynicke, Ludwig Thoma und Gunnar Gunnarsson.
Am 15. Juni 1950 sicherte sich der Chronos Verlag die ausschließlichen Bühnenvertriebsrechte, sowie das Rechts der Rundfunksendung an Eberhard Keindorffs Lustspielen  „Frau nach Mass“, „Seine Majestät Gustav Krause“ und „Verwandte sind auch Menschen“, die dieser in Zusammenarbeit mit Kästner unter dem Pseudonym „Eberhard Foerster“ veröffentlichte.
1970 übernahm Uwe Weitendorf den Verlag und gründete kurz darauf auch den Verlag für Kindertheater. Während sich letzterer an Kinder und Jugendliche richtet, sind das Zielpublikum des Chronos Verlages Erwachsene. Der Sitz beider Verlage ist nun Hamburg. 1982 ging der Verlag an Weitendorf über. Seit seinem Tod 1996 führt seine Tochter Julia Bielenberg den Verlag weiter.
Das heutige Verlagsprogramm umfasst neben den Kästner-Werken auch Bühnenstücke von Klassikern wie Ben Jonson, Sophokles, Ferdinand Raimund, Oscar Wilde und Friedrich von Schiller, als auch zeitgenössische Stücke von Maurice Braddell,  Renate Uhl, Dieter Waldmann und Hanns Dieter Hüsch.